# 규슈호

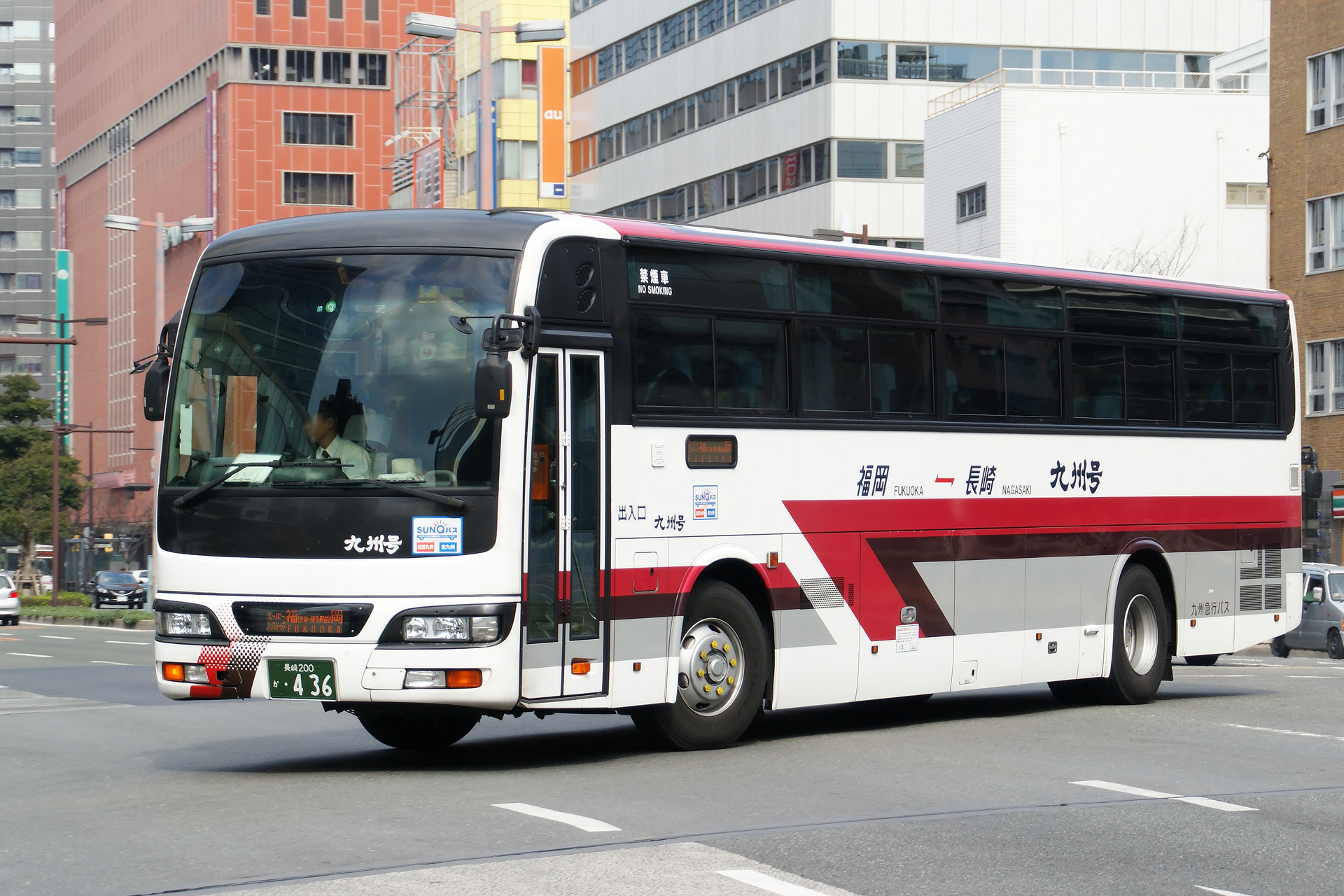
규슈호 (규슈 급행버스)

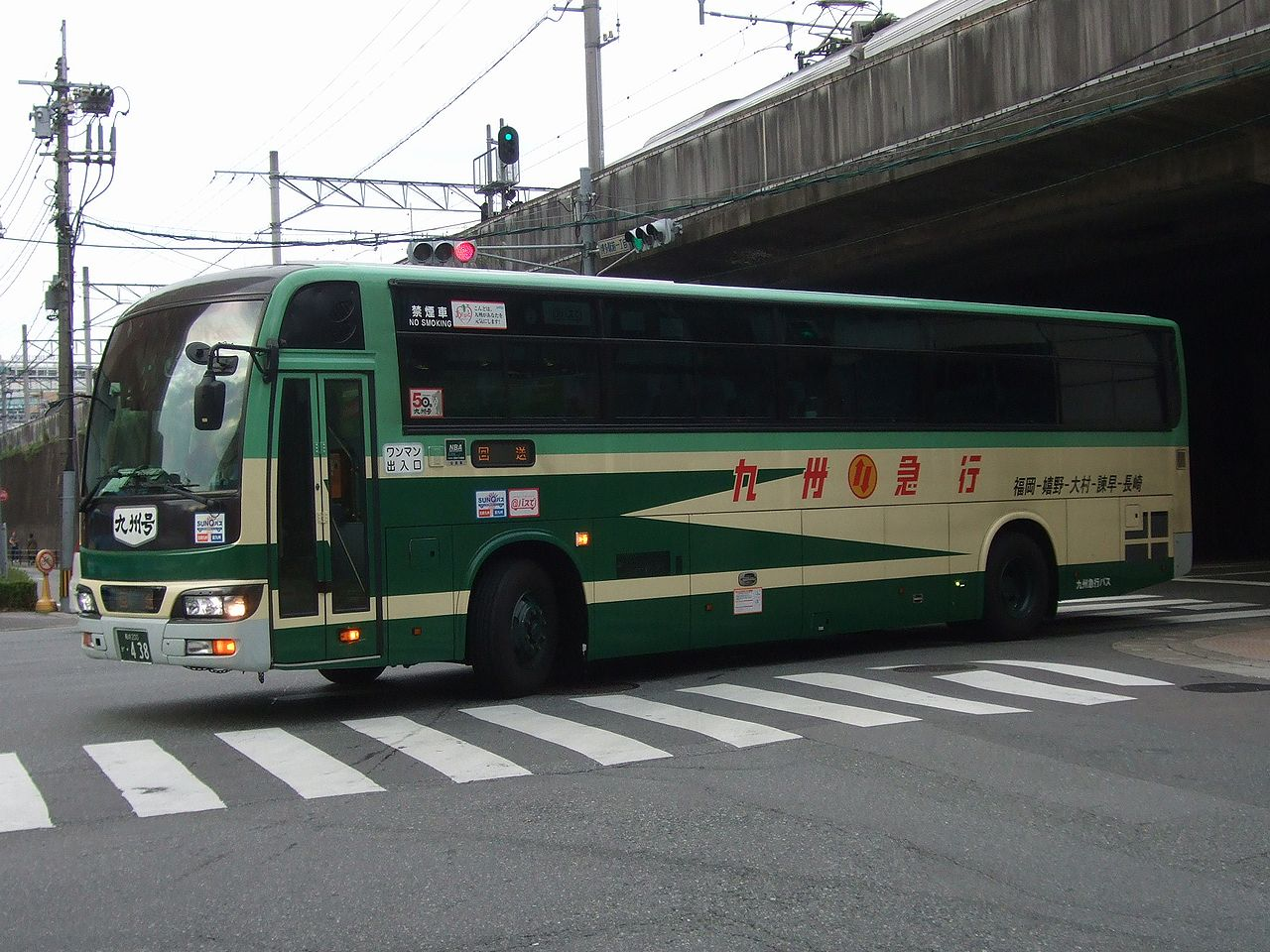
운행 개시 당시의 차량 색상을 그대로 재연시킨 차량

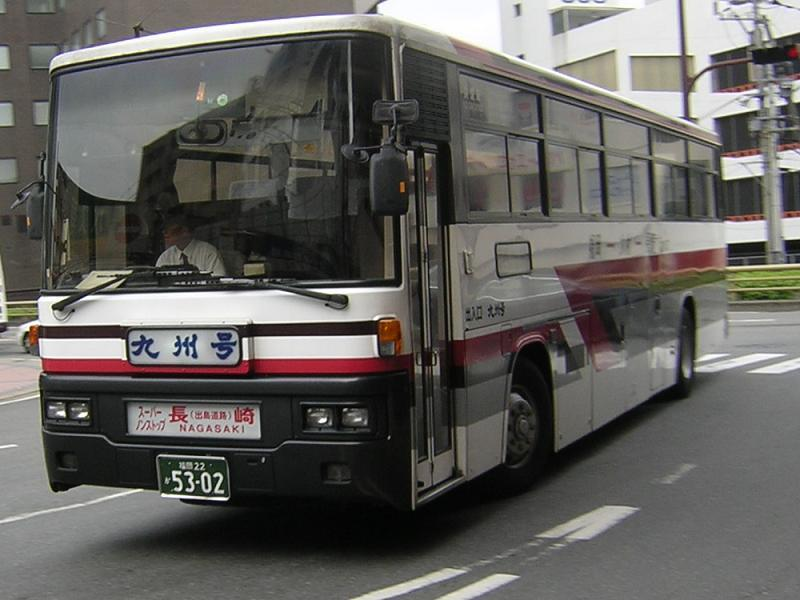
이전 당시 사용하였던 규슈호 소속 차량

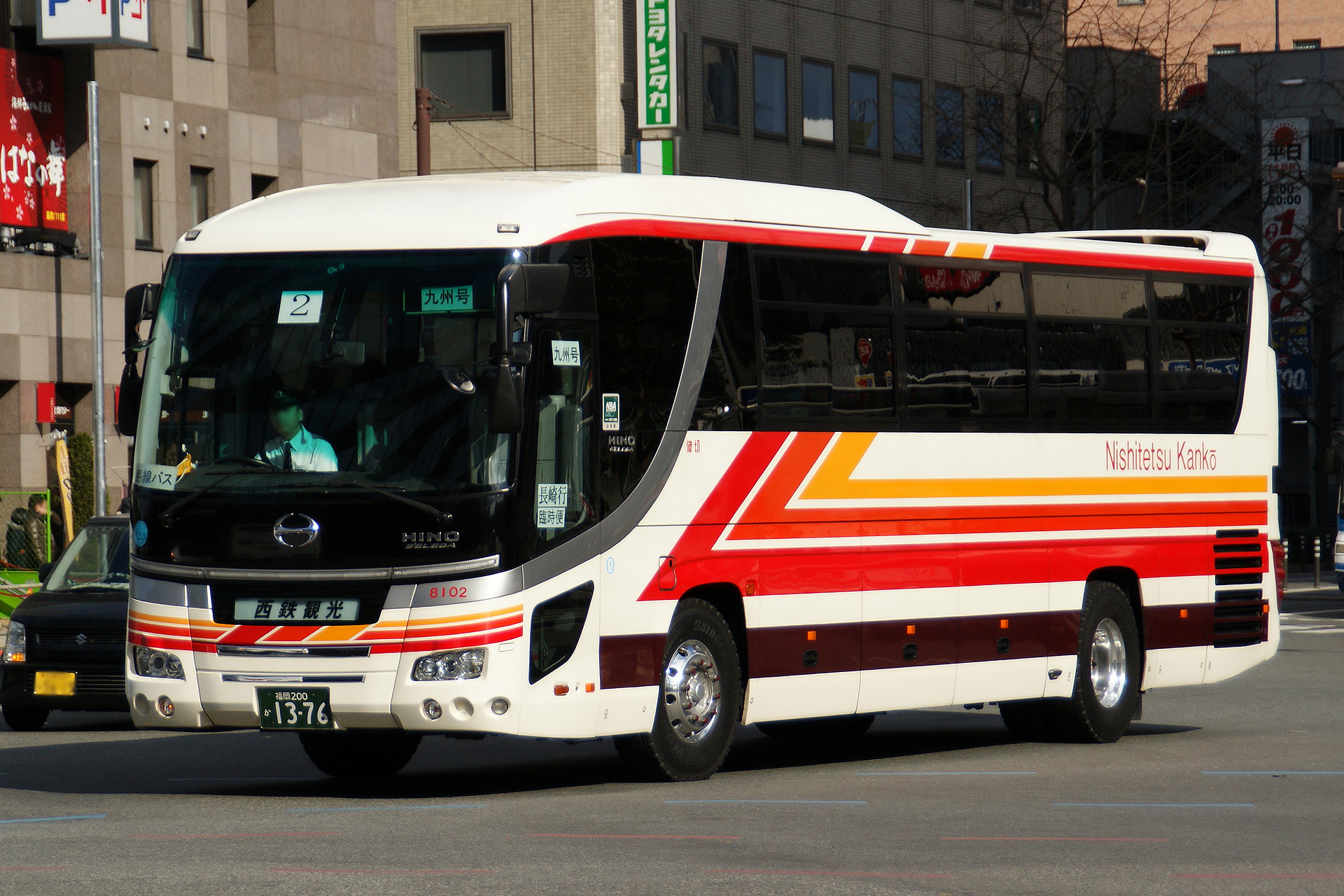
니시테쓰 관광버스가 담당하게 되던 시절 운행된 규슈호 속행편

규슈호(일본어: 九州号 큐우슈우고오[*])는 후쿠오카현 후쿠오카시에서 나가사키현 나가사키시 사이를 이어주는 고속버스 노선이다. 현재 이 노선은 규슈 급행버스가 직접 운행한다.

## 개요
후쿠오카시의 하카타 버스터미널(하카타역 인근), 니시테쓰 덴진 고속버스터미널과 나가사키시의 나가사키역앞의 나가사키현영 터미널을 연결하는 고속버스 노선이다. 본디부터는 1966년부터 일반 도로를 경유하고 있는 특급 버스를 시초로 운행이 개시되면서, 1981년에는 나가사키 자동차도의 개통에 따라 고속버스 운행 노선으로 탈바꿈하게 되었다. 그래서 운행에 종사하게 되어 있는 규슈 급행버스는 후쿠오카현, 사가현, 나가사키현의 5개의 
버스 기업인 (서일본 철도, 쇼와 자동차, 유토쿠 자동차, 사이히 자동차, 나가사키현 교통국 등)의 공동 출자에 의해 해당 노선을 운행하기 위하여 설립시킨 버스사업자로, 고속버스에서 관계지의 복수 이상의 운수사에 의한 공동 운행이 일반화되어 있는 요즘에는 매우 드문 형태를 이룬다.

## 운행 회사
- 규슈 급행버스 (담당처 : 후쿠오카 영업소, 나가사키 지사)
- 다객기에는 아래와 같은 업체들이 속행편을 운행하고 있다.
  - 나가사키현 교통국(일본어판) (담당처 : 나가요 영업소, 후쿠오카 영업소) - 나가사키 측의 발권 예약 업무는 연중 내내 늘 담당중이다.
  - 니시테쓰 관광버스
  - 니시테쓰 버스 구루메
- 이전(2000년을 전후하여)에 설정되던 당시에 있던 우레시노 온천으로 되돌아가는 편은 유토쿠 자동차(일본어판)에서 운행을 담당한 바 있다. 말기[A]에는 1일 2회 왕복 운행된 적이 있었고, 또한 규슈 관광버스(일본어판)[B]와 니시테쓰 버스 후쓰카이치에서도 속행편 역시 운행한 바 있다.

## 운행 노선
| 정류소                            | 슈퍼 논스톱      | 슈퍼 논스톱 | 우레시노 나들목 경유 | 후쿠오카 공항 경유 | 우레시노 버스 센터 경유 |
| 정류소                            | 데지마 도로 경유 | 쇼와정 경유 | 우레시노 나들목 경유 | 후쿠오카 공항 경유 | 우레시노 버스 센터 경유 |
| --------------------------------- | ---------------- | ----------- | -------------------- | ------------------ | ----------------------- |
| 하카타 버스터미널                 | ○                | ○           | ○                    | ○                  | ○                       |
| 니시테쓰 덴진 고속버스터미널      | ○                | ○           | ○                    | ○                  | ○                       |
| 후쿠오카 공항 국제선 터미널       | ∥                | ∥           | ∥                    | ○                  | ○                       |
| 치쿠시노 버스 정류장              | ｜               | ｜          | ○                    | ○                  | ○                       |
| 기야마 주차장                     | ｜               | ｜          | ○                    | ○                  | ○                       |
| 우레시노 나들목                   | ｜               | ｜          | ○                    | ○                  | ○                       |
| 우레시노 버스 센터                | ∥                | ∥           | ∥                    | ∥                  | ○                       |
| 오무라 나들목                     | ｜               | △           | ○                    | ○                  | ○                       |
| 기바 주차장                       | ｜               | ｜          | ○                    | ○                  | ○                       |
| 이사하야 나들목                   | ｜               | ｜          | ○                    | ○                  | ○                       |
| 쇼와정                            | ∥                | ○           | ○                    | ○                  | ○                       |
| 평화공원 정류장                   | ∥                | ○           | ○                    | ○                  | ○                       |
| 오하토 정류장                     | ○                | ∥           | ∥                    | ∥                  | ∥                       |
| 나가사키역 (나가사키 현영 터미널) | ○                | ○           | ○                    | ○                  | ○                       |

## 사용하고 있는 차량
※ 정규 차량에 한하여 서술한다.

### 차종
- 미쓰비시후소 에어로 버스[C]
- 닛산 디젤 스페이스 애로우
- 이스즈 갈라
- 히노 세레가

### 차량 설비
- 하이데커
- 2+1열 리클라이닝 시트[D]
  - 2012년부터 4열 짜리 시트의 차량을 도입하고 있는 중이다.
- 화장실
  - 2012년 5월부터 납품하고 있는 이스즈 갈라를 필두로, 2013년 4월부터 납품하게 되는 히노 세레가 모두 후방 파우더룸에 화장실이 들어 있음.